# الرقابة الصينية في الخارج
تشير الرقابة الصينية في الخارج إلى الرقابة التي تمارسها حكومة جمهورية الصين الشعبية (الحزب الشيوعي الصيني) متجاوزةً الحدود الإقليمية، أي الرقابة الممارسة خارج حدود الصين. يمكن تطبيق الرقابة على المغتربين الصينيين والمجموعات الأجنبية. وتشمل الموضوعات الحساسة الخاضعة للرقابة الوضع السياسي في تايوان، وحقوق الإنسان في التبت، ومعسكرات الاعتقال في سنجان، والإبادة الجماعية للأويغور، ومظاهرات ومذبحة ميدان تيانانمن عام 1989، واحتجاجات هونغ كونغ 2019 - 2020، وجائحة فيروس كورونا في الصين القارية، واستجابة حكومة جمهورية الصين الشعبية لجائحة فيروس كورونا، واضطهاد الفالون غونغ، وقضايا أشمل تتعلق بحقوق الإنسان والديمقراطية في الصين.
تمارس الشركات الأجنبية الساعية للانخراط بالأعمال التجارية في الصين القارية الرقابة الذاتية، ظاهرةٌ متنامية نظرًا إلى حجم السوق في البلاد وقاعدة المستهلكين الشاسعة. وانخرطت الشركات في نظام الرقابة الذاتية، بهدف تجنب الإساءة إلى النظام الصيني والعملاء الصينيين، فضلًا عن تأديب الموظفين الذين أساءوا إلى النظام. وعند تعرض بعض الشركات إلى الضغوط من النظام الصيني، فإنها تعتذر أو تدلي بتصريحات داعمة لسياسات النظام.
توظف حكومة جمهورية الصين الشعبية أفرادًا يُعرفون بمجموعة الخمسين سنتًا وتشجع مستخدمي الإنترنت الوطنيين (النيتزن) «ليتل بينك» على مجابهة أي معارضة محسوسة حول موقف الحكومة من القضايا الصينية، بما في ذلك مجابهة أي تعبير أجنبي يدعم المتظاهرين أو الحركات الانفصالية التي تعتقد الحكومة بوجودها، وكل ذلك من خلال «حملة التثقيف الوطنية» التي بدأت في البلاد منذ تسعينيات القرن العشرين، والتي ركزت على مخاطر النفوذ الأجنبي وشددت على رواية «قرن الإهانة» الذي عاشته البلاد بسبب القوى الخارجية.
تمارس الرقابة أيضًا على الخدمات الخارجية من قِبل شركات مقرها الصين، مثل وي تشات وتيك توك. فيما تعرض المواطنون الصينيون المستقرون في الخارج وعائلاتهم المقيمة في الصين أيضًا لتهديدات تتعلق بتوظيفهم وتعليمهم ومعاشاتهم التقاعدية وفرص العمل، إذا ما شاركوا في أي تعبير ينتقد الحكومة الصينية أو سياساتها. ومع المقاومة المحدودة التي تبديها الحكومات والمنظمات الأجنبية، أدت هذه القضايا إلى تزايد القلق بشأن الرقابة الذاتية، والإكراه على التعبير، وأثر الصقيع على حرية التعبير في بلدان أخرى.

## المواضيع الخاضعة للرقابة
كان على الشركات الأجنبية الراغبة في إطلاق أعمال تجارية في الصين أن تتجنب عادةً الإشارة إلى ما يُعرف «بحروف تي الثلاثة وحرفي سي»: التبت، وتايوان، ومذبحة ميدان تيانانمن، وطوائف مثل فالون غونغ، وانتقاد الحزب الشيوعي الصيني. وشمل ذلك موضوعات ذات صلة مثل الدالاي لاما الذي تعتبره الحكومة الصينية «انفصاليًا» مخربًا للتبت وتعارض أي تعبير داعمٍ له من الحكومات أو المنظمات الأجنبية.
وفي مطلع القرن الحادي والعشرين، زادت احتمالية مواجهة الشركات لانتقادات وردود أفعال سلبية بشأن مجموعة واسعة من القضايا المتعلقة بالصين، مثل عدم إدراج هونغ كونغ وماكاو وتايوان كجزء من الصين على مواقعها الإلكترونية في انتهاكٍ منها لسياسة الصين الواحدة. وتشمل المواضيع الحساسة الأخرى ما يلي: التعليقات حول وزن الأمين العام الحالي للحزب الشيوعي الصيني شي جين بينغ، بما في ذلك مقارنته مع شخصية برامج الأطفال ممتلئة الجسم ويني ذا بوه؛ والقفزة العظيمة للأمام والثورة الثقافية، وتجاهل خط القطاعات التسعة الذي حددته الحكومة الصينية في نزاع بحر الصين الجنوبي؛ ومعسكرات الاعتقال وغيرها من انتهاكات حقوق الإنسان ضد الأويغور في سنجان؛ وتعبيرات الدعم لاحتجاجات هونغ كونغ 2019 - 2020، والرقابة الحكومية على جائحة فيروس كورونا.

## الأوساط الأكاديمية

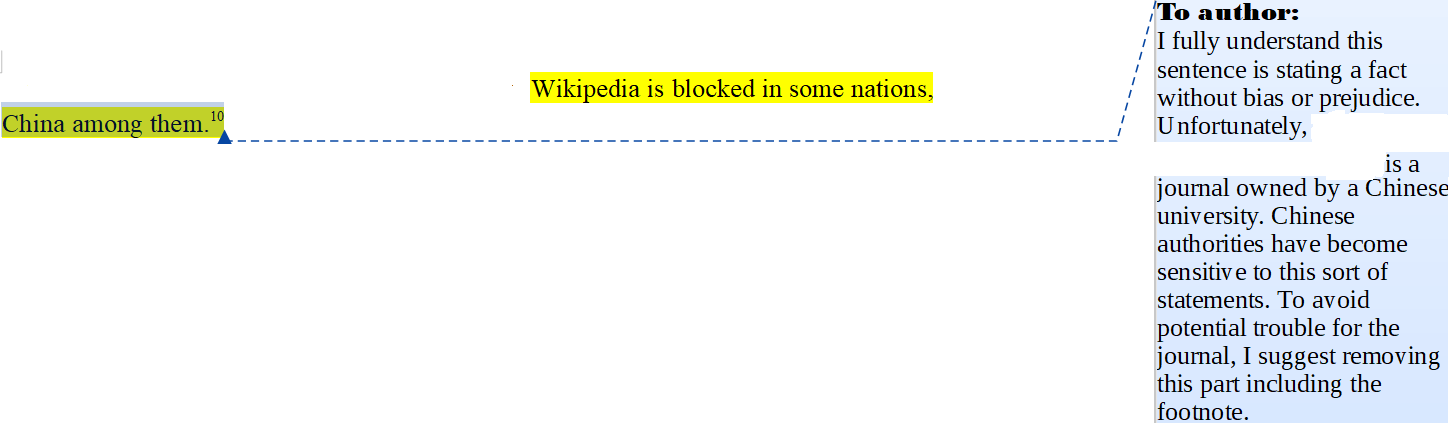
مثال على الرقابة الذاتية في مجلة أكاديمية صينية. وطلب محرر المجلة حذف الجملة المميزة للأسباب المبينة. تم حذف الجملة وتم نشر المقال.

ثمة قلق متزايد حول محاولة إسكات الحكومة الصينية لمنتقديها في الخارج، وخاصة في الأوساط الأكاديمية. تاريخيًا، اقتصرت الرقابة في الصين على داخل البلاد، ولكن بعد تسلم شي جين بينغ منصب الأمين العام للحزب الشيوعي الصيني في 2012، اتسعت البؤرة لتشمل إسكات المعارضة والانتقادات في الخارج، وخاصة في الأوساط الأكاديمية.
جرت حوادث عدة مع طلاب صينيين يدرسون خارجًا في الجامعات الغربية، ساعين إلى فرض رقابة على الأكاديميين أو الطلاب الذين يتبنون آراء لا تتفق مع الموقف الرسمي للحزب الشيوعي الصيني. تضمن ذلك ممارسة الترهيب والتعنيف ضد المعتصمين في جامعة أوكلاند وجامعة كوينزلاند، الذين يتظاهرون لدعم هونغ كونغ والأويغور، والتعرض للمحاضرين الذين لا تتبع مواد فصولهم سياسة الصين الواحدة، بإدراجهم هونغ كونغ وتايوان كدولتين منفصلتين، وهدم جدران لينون لدعم حركة هونغ كونغ الديمقراطية.
وفي عام 2019، واجه القنصل العام لجمهورية الصين الشعبية في بريسبان، شو جي، إجراءات قانونية من قِبل درو بافلو، طالبٌ نظم مظاهرة لدعم احتجاجات هونغ كونغ 2019 - 2020. وزعم بافلو أن جي حرض على تهديدات بالقتل من خلال اتهامه «بالانفصالية المناهضة للصين». رفضت المحكمة الدعوى على أساس الحصانة الدبلوماسية. وعلقت الجامعة لاحقًا دوام بافلو لمدة عامين بسبب مزاعم عن التنمر التمييزي والمضايقات ضد موظفي الجامعة والطلاب، مزاعمٌ ادعى أنها تهدف إلى إسكات انتقاداته لعلاقات الجامعة الوثيقة بجمهورية الصين الشعبية والاعتماد على الرسوم الدراسية للطلاب الصينيين.
حذرت الحكومة الصينية أيضًا الأكاديميين، ممن يعطون دروسًا حول الموضوعات الصينية في الجامعات البريطانية، من أجل دعم الحزب الشيوعي الصيني وإلا سيُرفض دخولهم إلى البلاد. وأُلغيت تأشيرات الأساتذة الذين تجاهلوا التنبيهات من أجل التحدث بإيجابية أكثر عن الحزب الشيوعي الصيني، مما منعهم من ممارسة العمل الميداني في الصين.
ومارست الجامعات الأمريكية الرقابة الذاتية فيما يخص القضايا الصينية، بما في ذلك إلغاء جامعة ولاية كارولينا الشمالية زيارةً للدالاي لاما في 2009 واعتذار الطالبة الصينية بجامعة ميريلاند، يانغ شو بينغ، بعد رد الفعل القاسي على خطابها الذي أشاد «بالهواء النقي» للديمقراطية والحرية في الولايات المتحدة. وفي نوفمبر 2019، ألغت جامعة كولومبيا حلقة نقاش حول حقوق الإنسان في الصين بعنوان «الرقابة النافذة بسماتها الصينية: انتهاكات حقوق الإنسان التي يمارسها الحزب الشيوعي الصيني وكيف تؤثر على العالم». انتقد منظمو حلقة النقاش الجامعة، زاعمين أنها تعرض الحرية الأكاديمية للخطر بخضوعها للتأثير المفرط وتهديدات إحداث الاضطرابات.
وفي مارس 2021، فرضت الصين عقوبات على الخبيرة البريطانية بشؤون الأويغور جوان سميث فينلي بعد أن أشارت إلى الوضع في سنجان على أنه إبادة جماعية في تعليقات قدمتها إلى وكالة أسوشيتد برس.
وفي يوليو 2021، نشر أكثر من 100 فائز بجائزة نوبل بيانًا عامًا يشجب الحكومة الصينية لممارستها الضغط على الأكاديمية الوطنية للعلوم من أجل سحب دعوة التحدث التي وجهتها إلى التايواني الحائز على جائزة نوبل للكيمياء يوان لي.